# 악타우
악타우(카자흐어: Ақтау; 러시아어: Актау)는 카자흐스탄 서부 망기스타우 주에 있는 도시이다. 망기스타우 주의 주도로 인구는 약 18만명(2004년)이다. 카스피 해에 돌출한 망기슐라크 반도에 위치한 항구 도시이다.
1961년 석유 개발을 위하여 건설되기 시작하여, 1963년 시가 되었다. 망기슐락 지방에서 유배 생활을 했던 우크라이나 출신의 시인 타라스 셰우첸코를 기념하여 이 도시의 이름은 1964년 솁첸코(Шевченко)로 정해졌고, 포르트솁첸코를 제치고 카자흐스탄의 카스피해 연안 지역의 중심지가 되었다. 카자흐스탄이 소련에서 떨어져 나온 후 이 도시의 이름은 지금의 악타우로 고쳐졌다. 최근 이 지방의 석유 개발 열풍과 함께 이 도시도 더욱 급속히 성장하고 있다.

## 기후
악타우의 기후는 쾨펜의 기후 구분에 따르면 사막 기후로 판정되어 있다. 그러나 사막 기후 특색상 한랭 성향이 짙은 사막 기후인 BWk로 판정되어 있어, 강수량은 5월을 제외하면 평균 20mm 미만에 그치게 되며, 1~2월 같은 경우 10mm 미만의 평균 강우량을 가지고 있는 것으로 보인다.
| Aktau의 기후             | Aktau의 기후 | Aktau의 기후 | Aktau의 기후 | Aktau의 기후 | Aktau의 기후 | Aktau의 기후 | Aktau의 기후 | Aktau의 기후 | Aktau의 기후 | Aktau의 기후 | Aktau의 기후 | Aktau의 기후 | Aktau의 기후 |
| 월                       | 1월          | 2월          | 3월          | 4월          | 5월          | 6월          | 7월          | 8월          | 9월          | 10월         | 11월         | 12월         | 연간         |
| ------------------------ | ------------ | ------------ | ------------ | ------------ | ------------ | ------------ | ------------ | ------------ | ------------ | ------------ | ------------ | ------------ | ------------ |
| 일평균 최고 기온 °C (°F) | 1 (34)       | 2 (36)       | 6 (43)       | 14 (57)      | 22 (72)      | 26 (79)      | 29 (84)      | 28 (82)      | 23 (73)      | 16 (61)      | 9 (48)       | 3 (37)       | 15 (59)      |
| 일평균 최저 기온 °C (°F) | −2 (28)      | −2 (28)      | 1 (34)       | 7 (45)       | 15 (59)      | 19 (66)      | 22 (72)      | 21 (70)      | 16 (61)      | 9 (48)       | 3 (37)       | 0 (32)       | 9 (48)       |
| 평균 강수량 mm (인치)    | 8 (0.3)      | 9 (0.4)      | 15 (0.6)     | 17 (0.7)     | 20 (0.8)     | 16 (0.6)     | 16 (0.6)     | 16 (0.6)     | 17 (0.7)     | 16 (0.6)     | 16 (0.6)     | 16 (0.6)     | 182 (7.2)    |
| 출처: Svali.ru           |              |              |              |              |              |              |              |              |              |              |              |              |              |

## 자매 도시
- 조지아 포티[2]
- 이란 고르간[3]